# ديفيد هودجز
ديفيد هودجز (بالإنجليزية: David Hodges)‏ هو مغني وعازف بيانو ومغن مؤلف وموسيقي وملحن أمريكي، ولد في 5 ديسمبر 1978 في ليتل روك في الولايات المتحدة.

## وصلات خارجية
- الموقع الرسمي
- ديفيد هودجز على موقع IMDb (الإنجليزية)
- ديفيد هودجز على موقع ميوزك برينز (الإنجليزية)
- ديفيد هودجز على موقع أول ميوزيك (الإنجليزية)
- ديفيد هودجز على موقع ديسكوغز (الإنجليزية)